# 戎盧
戎盧，古西域國名，於今天新疆維吾爾自治區民豐縣內。據《漢書》記載，戎盧國距離西漢首都長安八千三百里，東與小宛比鄰、南與婼羌接壤。該國約有一千六百多人，兵力有三百餘人。戎盧國的滅亡時間不詳，但是知道戎盧國最後是被于闐兼併的。

## 延伸阅读
[在维基数据编辑]
 《欽定古今圖書集成·方輿彙編·邊裔典·戎盧部》，出自陈梦雷《古今圖書集成》